# Cikote (Prijedor, BiH)
Cikote su naseljeno mjesto u sastavu općine Prijedor, Republika Srpska, BiH.

## Stanovništvo
| Cikote             |              |
| godina popisa      | 1991.        |
| Muslimani          | 0            |
| Srbi               | 278 (97,89%) |
| Hrvati             | 0            |
| Jugoslaveni        | 4 (1,41%)    |
| ostali i nepoznato | 2 (0,70%)    |
| ukupno             | 284          |